# Campeonato Mundial de Atletismo de 2007 - 3000 m com obstáculos feminino
A competição dos 3000 metros com obstáculos feminino no Campeonato Mundial de Atletismo de 2007 foi realizada no Estádio Nagai, em Osaka, no Japão, entre os dias 25  a 27 de agosto de 2007.

## Recordes
Antes desta competição, os recordes mundiais e do campeonato nesta prova eram os seguintes:
| Tipo                  | Atleta           | Tempo   | Local      | Data                |
| --------------------- | ---------------- | ------- | ---------- | ------------------- |
|                       | Gulnara Samitova | 9:01.59 | Heraclião  | 4 de julho de 2004  |
| Recorde do campeonato | Dorcus Inzikuru  | 9:18.24 | Helsínquia | 8 de agosto de 2005 |

Os seguintes recordes mundiais ou do campeoanato foram estabelecidos durante esta competição:
| Data         | Evento | Atleta                   | Tempo   | Notas                 |
| ------------ | ------ | ------------------------ | ------- | --------------------- |
| 27 de agosto | Final  | Yekaterina Volkova (RUS) | 9:06.57 | Recorde do campeonato |

## Medalhistas
| Ouro                     | Prata                 | Bronze                |
| Yekaterina Volkova (RUS) | Tatyana Petrova (RUS) | Eunice Jepkorir (KEN) |

## Calendário
Todos os horários estão no horário local (UTC+9)
| Data         | Horário | Fase          |
| ------------ | ------- | ------------- |
| 25 de agosto | 10:40   | Eliminatórias |
| 27 de agosto | 20:20   | Final         |

## Resultados

### Eliminatórias
Qualificação: Os 4 primeiros de cada bateria (Q) e os 3 melhores tempos (q) avançam para as finais.
Bateria 1
| Pos. | Atleta                  | Nacionalidade  | Tempo    | Notas |
| ---- | ----------------------- | -------------- | -------- | ----- |
| 1    | Eunice Jepkorir         | Quênia         | 9:32.27  | Q     |
| 2    | Tatyana Petrova         | Rússia         | 9:38.80  | Q     |
| 3    | Veerle Dejaeghere       | Bélgica        | 9:38.95  | Q     |
| 4    | Roisin McGettigan       | Irlanda        | 9:39.41  | Q     |
| 5    | Hatti Dean              | Grã-Bretanha   | 9:43.23  |       |
| 6    | Mekdes Bekele           | Etiópia        | 9:50.12  |       |
| 7    | Jennifer Barringer      | Estados Unidos | 9:51.04  |       |
| 8    | Zulema Fuentes-Pila     | Espanha        | 9:55.62  |       |
| 9    | Dobrinka Shalamanova    | Bulgária       | 9:58.76  |       |
| 10   | Zenaide Vieira          | Brasil         | 10:04.40 |       |
| 11   | Nataliya Tobias         | Ucrânia        | 10:11.58 |       |
| 12   | Jin Yuan                | China          | 10:14.46 |       |
| 13   | Irini Kokkinariou       | Grécia         | 10:19.62 |       |
| 14   | Tebogo Masehla          | África do Sul  | 10:41.02 |       |
| 15   | Kristine Eikrem Engeset | Noruega        | 10:56.45 |       |
| —    | Minori Hayakari         | Japão          | DNF      |       |
| —    | Julie Coulaud           | França         | DNF      |       |
| —    | Alesia Turava           | Bielorrússia   | DNF      |       |

Bateria 2
| Pos. | Atleta                    | Nacionalidade  | Tempo    | Notas |
| ---- | ------------------------- | -------------- | -------- | ----- |
| 1    | Rosa Morató               | Espanha        | 9:43.48  | Q     |
| 2    | Wioletta Janowska         | Polónia        | 9:43.96  | Q     |
| 3    | Gulnara Samitova-Galkina  | Rússia         | 9:43.98  | Q     |
| 4    | Sara Moreira              | Portugal       | 9:44.01  | Q     |
| 5    | Korene Hinds              | Jamaica        | 9:44.04  |       |
| 6    | Helen Clitheroe           | Grã-Bretanha   | 9:45.59  |       |
| 7    | Ancuta Bobocel            | Roménia        | 9:53.44  |       |
| 8    | Türkan Erismis            | Turquia        | 9:54.77  |       |
| 9    | Karoline Bjerkeli Grøvdal | Noruega        | 9:56.41  |       |
| 10   | Lindsey Anderson          | Estados Unidos | 9:57.00  |       |
| 11   | Li Zhenzhu                | China          | 10:00.55 |       |
| 12   | Zemzem Ahmed              | Etiópia        | 10:07.77 |       |
| 13   | Élodie Olivarès           | França         | 10:08.39 |       |
| 14   | Andrea Mayr               | Áustria        | 10:14.22 |       |
| 15   | Sabine Heitling           | Brasil         | 10:19.57 |       |
| —    | Christin Johansson        | Suécia         | DNF      |       |
| —    | Donna MacFarlane          | Austrália      | DNF      |       |
| —    | Sigrid Vanden Bempt       | Bélgica        | 'DNF     |       |

Bateria 3
| Pos. | Atleta              | Nacionalidade  | Tempo    | Notas |
| ---- | ------------------- | -------------- | -------- | ----- |
| 1    | Cristina Casandra   | Roménia        | 9:29.39  | Q     |
| 2    | Yekaterina Volkova  | Rússia         | 9:30.00  | Q     |
| 3    | Hanane Ouhaddou     | Marrocos       | 9:30.61  | Q     |
| 4    | Sophie Duarte       | França         | 9:30.70  | Q     |
| 5    | Ruth Bisibori       | Quênia         | 9:31.20  | q     |
| 6    | Mardrea Hyman       | Jamaica        | 9:42.23  | q     |
| 7    | Fionnuala Britton   | Irlanda        | 9:42.38  | q     |
| 8    | Anna Willard        | Estados Unidos | 9:48.62  |       |
| 9    | Elena Romagnolo     | Itália         | 9:50.79  |       |
| 10   | Diana Martín        | Espanha        | 9:53.88  |       |
| 11   | Katarzyna Kowalska  | Polónia        | 9:58.74  |       |
| 12   | Stephanie de Croock | Bélgica        | 10:01.74 |       |
| 13   | Zhu Yanmei          | China          | 10:01.77 |       |
| 14   | Victoria Mitchell   | Austrália      | 10:06.61 |       |
| 15   | Netsanet Achamo     | Etiópia        | 10:12.59 |       |
| 16   | Valentyna Horpynych | Ucrânia        | 10:13.87 |       |
| 17   | Silje Fjørtoft      | Noruega        | 10:32.33 |       |
| 18   | Yoshika Tatsumi     | Japão          | 10:32.67 |       |

### Final
A final ocorreu dia 25 de agosto às 10:40.
| Pos.              | Atleta                   | Nacionalidade | Tempo    | Notas            |
| ----------------- | ------------------------ | ------------- | -------- | ---------------- |
| Medalha de ouro   | Yekaterina Volkova       | Rússia        | 9:06.57  | ,                |
| Medalha de prata  | Tatyana Petrova          | Rússia        | 9:09.19  | Recorde pessoal  |
| Medalha de bronze | Eunice Jepkorir          | Quênia        | 9:20.09  |                  |
| 4                 | Ruth Bisibori            | Quênia        | 9:25.25  | WJR              |
| 5                 | Sophie Duarte            | França        | 9:27.51  | Recorde nacional |
| 6                 | Cristina Casandra        | Roménia       | 9:29.63  |                  |
| 7                 | Gulnara Samitova-Galkina | Rússia        | 9:30.24  |                  |
| 8                 | Rosa Morató              | Espanha       | 9:36.84  |                  |
| 9                 | Hanane Ouhaddou          | Marrocos      | 9:37.87  |                  |
| 10                | Roisin McGettigan        | Irlanda       | 9:39.80  |                  |
| 11                | Veerle Dejaeghere        | Bélgica       | 9:40.10  |                  |
| 12                | Fionnuala Britton        | Irlanda       | 9:48.09  |                  |
| 13                | Sara Moreira             | Portugal      | 10:00.40 |                  |
| 14                | Mardrea Hyman            | Jamaica       | 10:16.24 |                  |
| —                 | Wioletta Janowska        | Polónia       | DNF      |                  |

Legenda
| Recorde mundial       | Recorde mundial (World record)               |                       | Recorde africano                      | Recorde africano (African) |                                           | Q | Classificado por posição (Qualified) |
| Recorde do campeonato | Recorde do campeonato (Championship record)  | Recorde da América    | Recorde da América (Americas)         | q                          | Classificado por melhor tempo (Qualified) |   |                                      |
| Melhor marca do ano   | Melhor marca do ano (World leading)          | Recorde asiático      | Recorde asiático (Asian)              | DNS                        | Não largou (Did not start)                |   |                                      |
| Recorde nacional      | Recorde nacional (National record)           | Recorde europeu       | Recorde europeu (European)            | DNF                        | Não terminou (Did not finish)             |   |                                      |
| Recorde pessoal       | Recorde pessoal do atleta (Personal best)    | Recorde da Oceania    | Recorde da Oceania (Oceania)          | DSQ / DQ                   | Desclassificado (Disqualified)            |   |                                      |
| Recorde da temporada  | Recorde da temporada do atleta (Season best) | Recorde sul-americano | Recorde sul-americano (South America) | NM                         | Sem marca (No mark)                       |   |                                      |